# موسی (بدره)
موسی، روستایی در دهستان علیشروان بخش مرکزی شهرستان بدره در استان ایلام ایران است.

## جمعیت
بر پایه سرشماری عمومی نفوس و مسکن در سال ۱۳۹۵، جمعیت این روستا برابر با ۱۲۲ نفر (۴۰ خانوار) بوده‌است.